# Helene Funke
Helene Funke (Chemnitz, 3 de septiembre de 1869-Viena, 31 de julio de 1957) fue una pintora expresionista alemana y diseñadora gráfica modernista. 

## Trayectoria
Hija de una familia industrial, Funke comenzó a estudiar pintura contra la voluntad de sus padres a partir de 1899, en la Academia de Damas de Munich. Desde 1905 y hasta 1913 vivió en Francia, y más tarde se trasladó a Viena donde permaneció hasta su muerte. 
Fue miembro del grupo de arte femenino vienés y de otros conformados por artistas de la época. En 1928 recibió el Premio Estatal de Austria por la imagen de Tobías y el Ángel . "Sus imágenes a menudo muestran grupos de mujeres o parejas de mujeres y representan un examen diferenciado del tema de la feminidad". (Geheimsache Leben, 2005) 
Desde 1904 hasta 1938, expuso en Munich , Berlín, Dresde, Leipzig (BUGRA 1914) y Hamburgo y formó parte de la Deutscher Künstlerbund.  En Francia, tuvo contacto con los fauves. En Viena, su obra fue expuesta en la Secesión de Viena, en la Société des artistes Indépendants en París, y en la Exposición de Arte de Viena. 
Oskar Laske la inmortalizó en su monumental pintura "The Ship of Fools" que se puede ver en el Belvedere, Viena.  En 1957, Helene Funke murió en su apartamento en Viena. 
Funke fue redescubierta en 1998 en una primera retrospectiva en Kunsthandel Hieke y luego en 2007, durante una gran exposición en Lentos, Linz. En 2018, fue expuesta en Chemnitz, Alemania, su lugar de nacimiento. 
En 2019, la obra de Funke se expuso en el Belvedere (Viena): Ciudad de mujeres.